# Джон Аткінсон Гобсон
Джон Аткінсон Гобсон (англ. John Atkinson Hobson; 6 липня 1858, Дербі, Англія — 1 квітня 1940, Лондон, Англія) — британський економіст. Навчався в Оксфорді (Лінкольн-коледж). Викладав в Лондонській школі економіки. Критик політики імперіалізму. Молодший брат математика Ернеста Вільяма Гобсона.
Народився в сім'ї успішного власника газети Вільяма Гобсона (William Hobson) і Джозефіни Аткінсон (Josephine Atkinson).
Був членом Товариства Фабіана — організації англійської інтелігенції, що мала на меті досягнення соціальних перетворень за допомогою мирних реформ, без революційної класової боротьби.
На початку 1900-х років виступав в ролі одного з економічних теоретиків (разом з Л. Т. Гобхаусом) Ліберальної партії. Теоретичні розробки були спрямовані на посилення політики соціальної справедливості. Обґрунтував політику оподаткування з перерозподілом, яка ґрунтується на понятті надлишку. У роботі «Імперіалізм» (Imperialism, 1902) відзначав, що на рубежі XIX—XX ст. відбувається витіснення торгових і промислових інтересів фінансовими інтересами.
В 1930-ті роки мав приязні стосунки з економістом Дж. М. Кейнсом, який виступав науковим опонентом Гобсона. Пізніше Кейнс дійшов висновку, що його теорія багато в чому базується на теоретичних засадах Джона Гобсона.